# Robert Beltran
Robert Adame Beltrán (19 de noviembre de 1953) es un actor estadounidense, conocido por sus papeles como Raoul en película de culto de Paul Bartel Eating Raoul y como el comandante Chakotay en la serie de televisión del género de ciencia ficción Star Trek: Voyager.

## Primeros años
Beltrán nació en Bakersfield, California, hijo de Aurelia Olgin (de soltera Adame) y Luis Pérez Beltrán, primera generación de mexicano-americanos. Beltrán asistió a la East Bakersfield High School y el Bakersfield College. Tiene dos hermanas y siete hermanos, entre ellos el conocido músico de jazz latino Louie Cruz Beltrán.

## Carrera
Beltrán se graduó de la Universidad Estatal de California en Fresno con una licenciatura en Arte Teatral y se mudó a Los Ángeles para comenzar su carrera como actor. Ha estado trabajando de manera constante desde 1979, tanto en el teatro como en el cine. Beltrán tuvo su primer papel en el cine en Zoot Suit en 1981, pero su avance se produjo en 1982 cuando interpretó a Raoul en el clásico de culto Eating Raoul. Beltrán también tuvo un papel de apoyo como socio de Chuck Norris, el diputado Kayo en Lone Wolf McQuade en 1983 (película que también sirvió de base a la serie de televisión Walker, Texas Ranger protagonizada por Chuck Norris). En 1984 apareció en la película para televisión The Mystic Warrior como el nativo americano "Ahbleza" y protagonizó, como Héctor, en el clásico de culto de 1984 Night of the Comet.
Beltrán es conocido por su papel del comandante Chakotay, primer oficial de la nave Voyager, en la serie de televisión de ciencia ficción Star Trek: Voyager desde 1995 hasta 2001. Beltrán ganó el Premio Nosotros Golden Eagle al Mejor Actor en una Serie de Televisión en 1997. Fue nominado en 1996 para el NCLR Trofeo Bravo a la Mejor Serie de Televisión Actor en un Papel Crossover, y al premio ALMA como Mejor Actuación Individual en una Serie de Televisión en un papel Crossover en 1998 y 1999.
Beltrán fundó y codirigió el Grupo LA Teatro Clásico Medio. También es miembro del Teatro Laboratorio clásica, un conjunto de actores profesionales que co-producen su montaje de Hamlet en 1997, el cual dirigió y protagonizó.
Desde por lo menos 2003, Beltrán ha colaborado con actores aficionados en el Movimiento de LaRouche Juventud en el montaje de obras de teatro de Friedrich Schiller y William Shakespeare; Lyndon LaRouche tienen a Beltrán como el árbitro de todas las cosas de teatro en la organización LaRouche. Tras las conversaciones con LaRouche sobre la cuestión de la tragedia clásica, Beltrán produjo y protagonizó una producción de Los Ángeles de The Big Knife de Clifford Odets, una obra que explora el entorno de Hollywood durante el período histórico del "miedo a los rojos" bajo la administración del presidente Harry Truman.
En mayo de 2009, Beltrán jugó el doble papel de Don Fermín y Eusebio mayor en los Teatros del Conservatorio americano, en la puesta en escena de José Rivera Boleros para los desencantados. También ha tomado el papel recurrente de apoyo de Jerry Flauta en la 3ª y la 4ª temporada de la serie Big Love de HBO.

## Grabaciones
Poesía latinos posee numerosos extractos de una actuación en directo de Robert Beltrán (grabado en el Museo de Arte Latinoamericano de Long Beach, California, abril de 2002)

## Teatro
- Festival Shakespeare de California (1979)
- Bard in the Box Tour (1980)
- La Pastorela (1980)
- A Midsummer Night's Dream (1981)
- Henry IV, parte 1 y Henry IV, parte 2 (1981)
- Hamlet (1981)
- Romeo and Juliet (1981)
- Taming of the Shrew (1981)
- Corridos (1983)
- The Quartered Man (1985)
- I Don't Have To Show You No Stinkin' Badges (1986)
- Stars In The Morning Sky (1987)
- A Burning Beach (1988)
- Macbeth (1989)
- Widows (1991)
- A Touch Of The Poet (1993)
- Hamlet (1997)
- The Big Knife (2003)
- Boleros for the Disenchanted (2009)
- Solitude (2009)
- Devil's Advocate (2011)

## Filmografía
- Zoot Suit (1981)
- Eating Raoul (1982)
- Lone Wolf McQuade (1983)
- Night of the Comet (1984)
- Calendar Girl Murders (1984)
- The Mystic Warrior (1984)
- Latino (1985)
- Street Hawk (1986)
- The Family Martínez (1986)
- Slam Dance (1987)
- Gaby, A True Story (1987)
- Sisters (1988)
- Scenes from the Class Struggle in Beverly Hills (1989)
- Miami Vice (episodio "Free Fall") (1989, serie de televisión)
- Forbidden Sun (1989)
- El Diablo (1990)
- Midnight Caller (episodio "Life Without Possibility") (1990, serie de televisión)
- To Die Standing (1990)
- Kiss Me a Killer (1991)
- Veronica Clare (1991)
- The Chase (1991)
- Bugsy (1991)
- Great Performances, episodio "La Pastorela" (1991, serie de televisión)
- Stormy Weathers (1992)
- Shadow Hunter (1993)
- Murder, She Wrote (episodio "Double Jeopardy") (1993, serie de televisión)
- State of Emergency (1993)
- Lois & Clark (episodio "Fly Hard") (1993)
- Rio Shannon (1993)
- Murder, She Wrote (episodio "Time to Die") (1994)
- Models, Inc. (1994)
- Nixon (1995)
- Runway One (1995)
- 500 Nations (1995)
- Star Trek: Voyager (1995–2001)
- Managua (1997)
- Trekkies (1997)
- How Else Am I Supposed To Know I'm Still Alive (1997)
- Ultimate Trek: Star Trek's Greatest Moments (1999)
- Luminarias (1999)
- Fahrenheit 452: The Art Police (corto) (2000)
- 2001 ALMA Awards (Presentador) (2001)
- Foto-Novelas (2002)
- CSI: Miami (episodio 22 de la 1ª temporada "Tinder Box") (2003, serie de televisión)
- Manticore (2005)
- Cry of the Winged Serpent (2005)
- Fire Serpent (2007)
- Medium (episodio "Whatever Possessed You") (2007, serie de televisión)
- Patriotville (2008)
- Repo Chick (2009)
- Big Love papel recurrente (2009–2011, serie de televisión)

## Premios notables y nominaciones
- 1997 Premio Won Águila de oro por Mejor Actor en una Serie de Televisión (Star Trek: Voyager)
- 1998 ALMA Award nominaciones a la Mejor Interpretación individual por su trabajo en Star Trek Voyager
- 1999 ALMA Award nominaciones a la Mejor Interpretación individual por su trabajo en Star Trek Voyager